# Clarence Oldfield
Clarence Oldfield, född 27 november 1899 i Durban, död 14 december 1981 i Durban, var en sydafrikansk friidrottare.
Oldfield blev olympisk silvermedaljör på 4 x 400 meter vid sommarspelen 1920 i Antwerpen.